# あんハピ♪
『あんハピ♪』（unhappy go lucky!、ANNE HAPPY）は、琴慈による日本の漫画作品。『まんがタイムきららフォワード』（芳文社）にて、2013年2月号から2019年1月号にかけて連載された。
全編通して話数表記は「Lucky.○」で統一されている。

## あらすじ
天之御船学園の1年7組に在籍する花小泉杏、雲雀丘瑠璃、久米川牡丹、萩生響、江古田蓮の5人は、負の業（すなわち不幸）を背負った女子高生である。担任の小平先生の提案で「幸福（しあわせ）」になるために高校生活を送ることになるが、様々な困難が待ち構えていた。

## 登場人物
花小泉杏と萩生響を除き、メインキャラクターの苗字は西武鉄道の駅名を元にしている。また名前には花の名前、もしくはそれをイメージさせる文字が含まれている。

### 1年7組
「幸福（しあわせ）」になるという目標で活動するクラス。
花小泉杏（はなこいずみ あん）
声 - 花守ゆみり
出席番号 - 29番 / 年齢 - 16歳 / 誕生日 - 12月31日 / 血液型 - O型 / 星座 - やぎ座 / 身長 - 151cm / 立位体前屈 - 8cm
本作の主人公で、"不運"を抱えた天真爛漫な少女。髪型は金色のショートヘアに、後頭部にお団子を結っており、瞳の色は赤色である。特技はほっぺが異常に伸びること。一人称は「わたし」で、メンバーに対してはそれぞれ「ヒバリちゃん」、「ぼたんちゃん」、「ヒビキちゃん」、「レンちゃん」と呼んでいる。中学の時は名前で「アン」と呼ばれていたが、現在は名前の最初の部分からもじって「はなこ」と呼ばれている。
ありとあらゆる事象について運がないトラブルメーカー体質で、行く先々でトラブルを巻き起こしてしまう。その不運さは瑠璃曰く「想像以上」で、時に小平先生の想定をも超えており、一つ間違えれば命を落としてもおかしくないほどのトラブルが起こることもある。それでも本人は不幸を気に病む様子も見せない程のポジティブ思考を持っており、常に明るく元気に振る舞っているが、唯一貧乳であることを微妙に気にしており、コーヒー牛乳を飲む時に牛乳（成長に良く、胸が発達すると考えているため）を多めにしたり、瑠璃や牡丹の胸を見て羨ましそうな表情を見せている。また、動物が大好きだが、不運故にほとんどの場合は嫌われており、触ったり近づこうとしたりするだけでも手痛い目に遭っている。
母親から貰った幸運のお守りであるクローバーの髪飾りを大事にしており、いつも後頭部に付けている。またスカーフの四つ葉刺繍の茎部分は通常は上向きだが、彼女のもののみ反対を向いている。
よく敬礼ポーズを見せるが、それは父がクルーズ船の船長であり、幼い頃からよく真似をしていたからである。
名字は元々花小金井となる予定だったが、キャラクター名としてよく使われている、という理由から法則から外れオリジナルのものとなった。
雲雀丘瑠璃（ひばりがおか るり）
声 - 白石晴香
出席番号 - 30番 / 年齢 - 16歳 / 誕生日 - 7月9日 / 血液型 - B型 / 星座 - かに座 / 身長 - 160cm
本作のもう一人の主人公で、"悲恋"を抱えた少女。髪型は紺色のストレートロングヘアで、瞳の色は緑色である。一人称は「あたし」で、メンバーに対してはそれぞれ「はなこ」、「ぼたん」、「萩生さん（後にヒビキと呼んでいる）」、「江古田さん（後にレンさんと呼んでいる）」と呼んでいる。杏と同様に名前の最初の部分からもじって「ヒバリ」と呼ばれている。
工事現場の看板（いわゆるオジギビト）に決して報われることのない片思い（対物性愛）をしているが、知られた途端に周囲に言いふらされた過去があり、本人も誰かに好意を持っていることを指摘されると赤面しながら否定している。高校生になった今でも過去の事がトラウマとなっており、現在は隠し続けているが、後に響にのみ知られている。
困っている人がいると放っておけない面倒見の良い性格だが、それが災いしてトラブルに巻き込まれることも多い。5人の中では常識人で唯一ともとれるツッコミ役を担った上で、友人である杏や牡丹の“負の業”に参る様子も見せるが、決して突き放すようなことはせず友人として接している。一方で、自責の念に駆られるといった脆い面もあり、自分が杏や牡丹に迷惑を掛け続けていると感じて恥じている。
お菓子作りが趣味で、可愛いものが大好きだが、自分のイメージではないと思って秘密にしている。杏達とは違ってヒールを履いて登校している。
両親が海外赴任中のために実家では一人暮らしをしており、普段は自分の力で料理など身の回りの事をこなしている。
久米川牡丹（くめがわ ぼたん）
声 - 安野希世乃
出席番号 - 22番 / 年齢 - 16歳 / 誕生日 - 2月23日 / 血液型 - A型 / 星座 - うお座 / 身長 - 165cm / 立位体前屈 - -35cm
杏の友達の一人で、"不健康"な少女。髪型は桃色がかった白色の三つ編みスタイルで、瞳の色は紫色である。一人称は「私」もしくは「わたくし」で、メンバーに対してはそれぞれ「はなこさん」、「ヒバリさん」、「ヒビキさん（当初は萩生さんと呼んでいた）」、「レンさん」と呼んでいる。
異常な程の虚弱体質で、体のありとあらゆる所が弱く、握手しただけで骨にヒビが入る程だが、治癒するスピードも異常に早い。病院長を務める父を持つことから薬などに詳しく、頻繁に怪我や体調不良に見舞われるためにセルフメディケーションにも長けている。自身だけでなく他人の怪我の手当もできる。
いつも笑顔を見せながらおっとりとしているが、その実では自分のことになると悲観する超ネガティブ思考を持っており、くせ毛や「ムチムチ気味」の体を気にしたり、必要以上の自嘲を繰り返したりしている。また、怪我防止のためにスニーカーを履いて登校している。
頭が良く、勉強もかなり出来る。また、前述の通り父親が病院長であるために実家は金持ちで、大きな屋敷に住んでいる。家では「ばあや」というお手伝いの老婆もいて、常に身の回りの世話を任せている。
普段は眼鏡を掛けており、眼鏡を外して髪を下ろすとかなり可愛らしい容姿になるが、本人は眼鏡がないと周りが見えなくなって困ることなどから眼鏡を外す事を望んでいない。
萩生響（はぎゅう ひびき）
声 - 山村響
出席番号 - 28番 / 年齢 - 16歳 / 誕生日 - 4月1日 / 血液型 - O型 / 星座 - おひつじ座 / 身長：152cm
趣味：スポーツ / 特技：長距離走（自称）、芸術関連全般（自称）/ 好きなこと：1番になること / 嫌いなこと：1番以外 / 好きな食べ物：リンゴ / 家族構成：父、母
杏のクラスメイトで、極度の"方向音痴"である少女。髪型は茶色の癖のあるセミロングヘアで、瞳の色は黄色である。一人称は「響」で、メンバーに対してはそれぞれ「花小泉」、「雲雀丘」（後にヒバリと呼ぶようになる）、「久米川」、「レン」と呼んでいる。
かなりの方向音痴で、一人で登校すると3時間かかってしまう。地図を見たり道を教えてもらったりしても何故か目的地とは違う方向に行ってしまい、一人で行動すると必ずと言っていい程に迷子になる。だが本人はその事を認めていない。
負けず嫌いな性格で、とにかく何が何でも1番（1番が不可能ならビリ）にこだわり、いつも人より勝ることを目指しているが、大抵は上手くいかない。また常にテンションが高く、少々中二病的な口調で話し、感情がそのまま表情に出ていることが多い。
意固地な面があり、特に杏や瑠璃達には強い対抗心を燃やしているために距離を置こうとしており、突っかかった時には杏達に対して小馬鹿にするな態度を見せたり、何かに誘われても拒否するような仕草を見せている。一方で素直になれずに優しさだけを遠まわしにしている面もあり、杏達が課題で出された花を探していた際には杏達の写真を撮った上でそのお花も一緒に写すという形で教えるなどしていた。
蓮とは家が隣同士且つ幼稚園から一緒だった（幼馴染）という関係にあり、明確な好意を持っているが、そのために彼女に近寄ってくるあらゆる「女性（動物のメスも含む）」に対して敵対心を燃やし、常に寄ってくる者達と戦ったり、蓮を連れて逃げたりしている。しかし蓮が望む場合には女性と関わることもある。
美的センスがかなりズレており、工作関係では珍妙な作品を、料理でもグロテスク的な物を作ってしまうことが多い。幼少期は「自分が作る物は変だ」と気にしていたが、蓮から「変じゃない」と言われたことがきっかけで一切気にしなくなった。
かつて高校受験の時に瑠璃に道を尋ねるが、自分の不運が原因で迷ってしまい、遅刻しそうになる。その誤解から彼女のことを「蓮と引き離そうとした大悪人」としてライバル視するようになり、入学後も本人の中ではそれが続いている。
元陸上部（長距離）のエースという経歴を持ち、走りには自信がある。だが小平先生には敵わなかった。
キャラクター名は西武線からではなく米坂線の萩生駅からとられている。
江古田蓮（えこだ れん）
声 - 吉岡茉祐
出席番号 - 21番 / 年齢 - 16歳 / 誕生日 - 10月10日 / 血液型 - AB型 / 星座 - てんびん座 / 身長：167cm
趣味：睡眠、動物（メス）集め / 好きなもの：布団 / 嫌いなもの：騒々しいもの / 家族構成：父、母、兄2人
杏のクラスメイトで、種を超えた"女難"を抱える少女。髪型は紫色がかった白色の先端がはねたショートヘア（幼少期はロングヘアだったが、後にあるトラブルが原因で切り落としている）で、瞳の色は青色である。一人称は「私」で、メンバーに対してはそれぞれ「花小泉さん」、「雲雀丘さん」（いつの頃からかヒバリさんと呼ぶようになる）、「久米川さん」、「ヒビキ」と呼んでいる。
ショートヘアのボーイッシュな外見で、「イケメン」呼ばわりされることもある。人間の女性はもちろん、あらゆる動物のメスを無差別に魅了してしまう体質を持っているが、本人はそれを気にする様子はなく、逆に蓮自身が動物たちに助けられたり、その体質が杏達の助けになったこともある。
隙あらば居眠りをするなど面倒臭がりな性格で、自分でできることでも面倒を避けてやろうとしない。常にボーッとしており、ダウナーな様子を見せる。
杏達にはかなり友好的で、彼女達から何かに誘われる時には積極的に応じている。響には普段から冷静且つ容赦無いツッコミをしているが、それでも自分なりに彼女のことを気に掛けてもいる。なお、彼女が作った料理を食べた際にはあまりの不味さに撃沈し、呆れたツッコミを見せていた。
かなりのウサギ好きで、小・中学共にウサギ小屋の世話を担当し、自宅でも3匹飼っていた。
狭山椿（さやま つばき）
声 - 森永千才
年齢 - 16歳 / 誕生日 - 11月19日 / 星座 - さそり座 / 血液型 - B型
趣味：コンピューターいじり / 特技：プログラミング / 好きなもの：黒ゴス、和風ゴスロリ / 苦手なこと：注目を浴びること
諸事情で二学期の途中から1年7組に登校し始めた少女だが、正体はチモシーの「中の人」である。一人称は「ボク」。隔世遺伝の影響で外国人寄りの容姿をしており、金髪のツインテール・青色の瞳といった特徴を持つが、日本生まれ。
極度の人見知りで、人形相手でもしどろもどろになってしまう。また、特例として専用ルームからチモシーを操縦して小平先生のアシスタントとして活動していた。
小平（こだいら）
声 - 原由実
1年7組担任の先生。一人称は「私」。
普段は穏やかで丁寧口調で話し、常ににこやかな笑みを浮かべているが、怒らせたらとても恐ろしく、口調も変わり、時にはクラスのザワつきを一瞬で静めている。また、普通に銃などの物騒な物を所持しており、海外で特殊傭兵部隊に所属していたという噂まである。
両親を亡くしており家族も居らず、過酷な経験をしたであろう描写がある。幸福クラスの始祖であろう大学教授の男性と親交があり、卒業生であることが示唆されている。
「幸福クラス」の授業をほとんど受け持っており、新しく入学してきた杏や瑠璃、牡丹や響、蓮ら5人の様子を見て興味を示し、以降は困った時の彼女達をサポートする。
チモシー
声 - 森永千才
ウサギ型の学園案内ロボット。
本人曰く「体はデリケート」で、なぜか杏には体を触れさせようとしない。杏達の窮地に前に出ることも多く、それでも肝心なところで役に立たないために瑠璃からは懐疑的な目で見られているが、時には陰で役に立っていることもある（合同授業の話ではプールでの落雷の危険を軽減するために自ら避雷針となり、結果として黒こげになっていた）。
原作では当初は立体映像として登場し、その後は「ロボ助っ兎 チモシーMk-II」として実物が登場しており、こちらは手足が伸縮自在に伸びる機能がある。また、アニメ版ではかなり早い段階で登場し、最初から実物の状態で登場しており、小平のサポート役として原作以上に幸福実技に関わることが多い。好きな動物はネザーランドドワーフ。

### その他
鷺宮（さぎのみや）
声 - 小清水亜美
「勉学クラス」の中でも最高位である1年1組担任の先生。身長165cmで、いつも白衣を着用している。
生真面目で融通が利かず、普段はかなり厳しいためにほとんどの生徒達には常に完璧でいるように求め続けており、特に家庭科や自分のスキルの及ぶ分野は進んで何でもやっている。
「幸福クラス」の存在そのものに疑問を抱いており、特に杏達の姿を見たことで冷淡な評価を下し、「幸福クラス」が存在しても良いかに懐疑的な考えも示していたが、後に牡丹や瑠璃のある行動を目の当たりにしたことで高評価を下し、ひとまず「幸福クラス」の存在を見守ることにした。
花小泉桜（はなこいずみ さくら）
声 - 儀武ゆう子
杏の母親。杏と同じ金色の髪をツインテールに纏めており、牡丹が初見で杏の姉と感じる程に幼い容姿をしている。
杏が不運を抱えていることを良く理解しており、娘に服の予備をたくさん用意する（水難や破損などで着替えが必要な場面が多いため）などして対策を講じているが、瑠璃や牡丹からは遺伝で杏に母親の不運が移ったものと思われている。また、彼女自身も天之御船学園を卒業しており、クラスも現在の杏と同様に1年7組に在籍していた。
梅婆（うめばあ）
声 - 新井里美
かつて植物園で花の世話をしていたおばあさん。「暁の門に咲く幸福の花」を探していた杏達に居場所を尋ねられ、最初は花を手荒に扱うのではないかと考えて教えることを拒んだが、直後に蓮の体質に惹かれて結局はその居場所を教えた。
久米川小百合（くめがわ さゆり）
牡丹の一つ年下の妹。中学3年生。杏や牡丹からは「さゆちゃん」と呼ばれている。母親似の虚弱体質である姉と違い、父親似の健康優良児で本人曰く「象並に丈夫」。姉に対して過保護なほど溺愛しているシスコンで過去に家の財産やコネクション目当ての大人達が大勢で自分や牡丹に近づいたこともあり、姉以外の人間はどうでもいいと考えているほど。その為、当初は杏達を敵視したが牡丹が楽しんでいるのを見て非礼を詫びた。

## 用語
天之御船学園（てんのみふねがくえん）
原作では男女共学高校だが、アニメ版では女子高に変更されている。1組から3組が勉学クラス、4組から6組が体育クラス、7組が幸福クラスとなっている。

## 書誌情報

### 単行本
- 琴慈 『あんハピ♪』 芳文社〈まんがタイムKRコミックス〉、全10巻[6]
  1. 2013年7月12日発売、ISBN 978-4-8322-4319-4
  2. 2014年5月12日発売、ISBN 978-4-8322-4441-2
  3. 2014年12月12日発売、ISBN 978-4-8322-4501-3
  4. 2015年7月13日発売、ISBN 978-4-8322-4587-7
  5. 2016年4月12日発売、ISBN 978-4-8322-4684-3
  6. 2016年6月11日発売、ISBN 978-4-8322-4703-1
  7. 2017年2月10日発売、ISBN 978-4-8322-4803-8
  8. 2017年11月9日発売、ISBN 978-4-8322-4891-5
  9. 2018年8月9日発売、ISBN 978-4-8322-4969-1
  10. 2019年1月12日発売、ISBN 978-4-8322-7058-9

### 関連書籍
- 『あんハピ♪アンソロジーコミック 吉』2016年5月12日発売[6]、ISBN 978-4-8322-4695-9
- 『あんハピ♪TVアニメ公式ガイドブック Happy Days』2016年9月12日発売[6]、ISBN 978-4-8322-4743-7

## テレビアニメ
2015年6月24日発売の『まんがタイムきららフォワード』8月号にテレビアニメ化が発表され、2016年4月から6月までAT-X、TOKYO MX、KBS京都、サンテレビ、BSフジにて放送された。

### スタッフ
| 原作                            | 琴慈（芳文社 「まんがタイムきららフォワード」連載）                                                     |
| 監督                            | 大沼心                                                                                                  |
| シリーズ構成                    | 田中仁                                                                                                  |
| キャラクターデザイン 総作画監督 | 大島美和                                                                                                |
| プロップデザイン                | 大平剛生                                                                                                |
| 美術監督                        | 森尾麻紀                                                                                                |
| 色彩設計                        | 月野えりか                                                                                              |
| 撮影監督                        | 廣岡岳                                                                                                  |
| 3Dディレクター                  | 須藤悠                                                                                                  |
| 編集                            | 坪根健太郎                                                                                              |
| 音響監督                        | 郷文裕貴                                                                                                |
| 音楽                            | MONACA                                                                                                  |
| 音楽プロデューサー              | 村上貴志                                                                                                |
| 音楽制作                        | DIVEⅡentertainment                                                                                      |
| プロデューサー                  | 堀田章一、小林宏之、斉田秀之 清水美佳、金子逸人、田中宏幸 佐藤至信、福田順、松村俊輔 新倉俊哉、伊藤幸弘 |
| アニメーションプロデューサー    | 金子逸人                                                                                                |
| アニメーション制作              | SILVER LINK.                                                                                            |
| 製作                            | あんハピ製作委員会                                                                                      |

### 制作
「原点回帰」の強調に重点を図っている。監督を務める大沼心は、プロデューサーの金子逸人から作品を紹介され、アニメ化する前提で原作コミックを読んだ。これまでコメディなど様々なアニメ作品に関わってきたが、日常系の作品はほとんどやったことがなかったとのこと。そういうこともあり「日常系の作品に挑戦できる」と嬉しく思いながら読み、読み終えたときの第一印象は「思ったよりはっちゃけている」というものだと語っている。一方プロデューサーの金子逸人は、芳文社の作品をやらせてほしいとずっと言い続けていたとのこと。原作者の琴慈は、全ての本読みに参加し、「クラスの席順」などの細かい設定が書かれた資料を先に作成した。大沼は資料を見たり、作者に直接質問をするなどをして、原作の設定をアニメにもきちんと反映させることができた。ただ、本作はストーリーとして描かれているので、設定としては存在している事柄であっても、「物語のこの段階にはまだ触れられていない」というようなものも多くあった。アニメ化に当たってはそのあたりを頭においておかないとズレが生じる恐れがあったので、その点に注意しながら作業を進めたとのこと。原作を踏まえた上でアニメでは、女の子達の日常を描いていく中で「幸せとはなんだろう?」というテーマを描いていく作品として、物語を組み立てていこうと考えていた。その後実際の制作にあたって気を遣ったことについては、大沼にしては珍しく、絵コンテを担当する演出家にシナリオを渡す際に注意事項をきちんと作り、フォーマットとなる全体的な構成についていつもより細かくオーダーさせてもらっていた。アイキャッチを挟んだりワイプを使ったりしてテンポ感を出したいというのがそのひとつだと語っている。アイキャッチの入れ方や使い方については、具体的な形での要望は伝えていなかったので、各話の絵コンテ担当の演出家にお任せしたとのこと。あとは絵コンテをチェックした際に調整をしていった。各アイキャッチごとにセリフが入っているが、もともと声を入れるつもりではなかった様で、アフレコの際に音響監督の郷文裕貴に「アイキャッチに声を入れる」と言われた。当然セリフは用意していないので、キャスト陣のアドリブに委ねることになった。その後もキャスト陣にアイキャッチのアドリブをお願いする機会が多くなった。最初にコンテ打ちをしたのは実は#3である。
シリーズ構成は田中仁が務める。また、サブライターとして伊藤睦美が参加する。田中が本作に参加することになった経緯は、もともと親交があったプロデューサーから「新しく一緒にお仕事したらどうでしょうか」という話をいただいたからである。一方伊藤は、田中から声をかけてもらったからである。もともと2人は別の作品で一緒に仕事をしている。最初に原作を読んだときの印象について、田中は、女の子達がそれぞれ幸せについて問題を抱えつつストーリーが進んでいくわけなので、そうしたテーマ・コンセプトが非常に明確な作品だという印象を受けたと語っている。一方伊藤は、キャラクターがすごく魅力的なので、いち読者として「面白い」というのが第一印象だと語っている。伊藤が参加したのはシナリオ会議が#3まで進んだ頃だったとのこと。その点に関して田中は、いろいろと話がまとまってから参加してもらったほうがいいと考えていたので、少し遅れて参加してもらったと語っている。アニメではメインキャラクターの5人が揃うのが原作より早めとなっているが、打ち合わせの段階でプロデューサーから「早めに5人を一緒に登場させたい」という意見があったとのこと。そこで原作とは話の順番を入れ替えて、ヒビキとレンの登場するタイミングを前のほうに繰り上げた。その結果、5人の関係が序盤でかなり進むことになり、シナリオを書きながら「大丈夫かな?」とは思ったと語っている。しかし琴慈は「これはこれでいいと思います」と受け入れてくれたので、そのまま進めていくことになった。

### 主題歌
主題歌の歌唱は花小泉杏（花守ゆみり）、雲雀丘瑠璃（白石晴香）、久米川牡丹（安野希世乃）、萩生響（山村響）、江古田蓮（吉岡茉祐）によるユニット「Happy Clover」が担当。

#### オープニング・エンディング
オープニングテーマ「PUNCH☆MIND☆HAPPINESS」
作詞は畑亜貴、作曲・編曲は田中秀和。
田中は「金管楽器を使ったアップテンポな曲にしてほしい」というオーダーがあったと語っている。
エンディングテーマ「明日でいいから」
作詞は畑亜貴、作曲・編曲は広川恵一。
広川は「寝る前にゆったりと聴けるような曲にしてほしい」というオーダーがあったと語っている。
エンディングの前乗りは監督の大沼が作品のフォーマットとして考えた。ただ、最初から考えていたわけではなく、この曲を聴いて思いついたとのこと。
この曲が流れたら、どんなにハチャメチャな話であったとしても「今回もいい話を観た」という気分になれるような、すごい包容力を感じたと大沼は語っている。

#### 挿入歌
「わいわいお天気ロード」
第4話挿入歌。作詞は畑亜貴、作曲・編曲は石濱翔。
「願いは負けない星だから」
第8話挿入歌。作詞は畑亜貴、作曲・編曲は永谷たかお。
「knock Knock Map Map」
ヒビキ（山村響）による第10話挿入歌。作詞は辻純更、作曲は岡部啓一、編曲は永谷たかお。
「紙ひこうき風になった」
ヒバリ（白石晴香）による第10話挿入歌。作詞は辻純更、作曲・編曲は高橋邦幸。
「ミチノチモシーキミノキモチ」
チモシー（森永千才）による第10話挿入歌。作詞は辻純更、作曲は瀬尾祥太郎、編曲は石濱翔。

### 各話リスト
| 話数 | サブタイトル               | シナリオ | 絵コンテ     | 演出            | 作画監督                                                                                   |
| ---- | -------------------------- | -------- | ------------ | --------------- | ------------------------------------------------------------------------------------------ |
| #1   | 4月7日 不幸な入学初日      | 田中仁   | 大沼心       | 大沼心 井上圭介 | 平田和也、本田辰雄、粟井重紀 八代きみこ、古谷梨絵、山吉一幸                                |
| #2   | 4月11日 ハイテクな身体測定 | 田中仁   | 神保昌登     | 立仙裕俊        | 原友樹、重松佐和子、丹羽信礼 井嶋けい子、山犬守                                            |
| #3   | 4月28日 はじめての幸福実技 | 田中仁   | 湊未來       | 平田豊          | 遠藤大輔                                                                                   |
| #4   | 4月29日 ナゾナゾな罰ゲーム | 田中仁   | どじゃがげん | 日下直義        | 佐々木萌、野本正幸、八代きみこ                                                             |
| #5   | 5月9日 迷子の登校風景      | 田中仁   | 湊未來       | 伊部勇志        | 橋本真希、井本由紀、向河原憲 井嶋けい子、原友樹、重松佐和子                                |
| #6   | 5月30日 みんなで遠足       | 伊藤睦美 | 河村智之     | 日下直義        | 野本正幸、佐々木萌 本田辰雄、八代きみこ                                                    |
| #7   | 6月28日 はなこのお見舞い   | 伊藤睦美 | 宇根信也     | 平田豊          | 佐々木睦美                                                                                 |
| #8   | 7月11日 戦う期末試験       | 田中仁   | 玉村仁       | 玉村仁          | 久松沙紀、本田辰雄、八代きみこ 若山政志、櫻井司 大平剛生（アクション）                     |
| #9   | 7月13日 波乱の合同授業     | 田中仁   | 新留俊哉     | 小柴純弥        | 原友樹、井嶋けい子、重松佐和子 向川原憲、林隆洋、竹森由加                                  |
| #10  | 7月20日 私たちの夏休み     | 伊藤睦美 | どじゃがげん | 日下直義        | 野本正幸、佐々木萌                                                                         |
| #11  | 8月18日 嵐の林間学校       | 田中仁   | 井上圭介     | 井上圭介        | 佐々木睦美、松浦里美、本田辰雄 服部憲知、小川一郎、佐野隆雄 山吉一幸、平田和也             |
| #12  | 8月19日 幸せな林間学校     | 田中仁   | 河村智之     | 玉村仁          | 八代きみこ、本田辰雄、福地和浩 櫻井司、小川一郎、木下由美子 服部憲知、若山政志、野田めぐみ |

### 放送局
| 放送期間                | 放送時間                     | 放送局     | 対象地域 | 備考                              |
| ----------------------- | ---------------------------- | ---------- | -------- | --------------------------------- |
| 2016年4月7日 - 6月23日  | 木曜 21:30 - 22:00           | AT-X       | 日本全域 | 製作委員会参加 / リピート放送あり |
|                         | 木曜 22:30 - 23:00           | TOKYO MX   | 東京都   |                                   |
| 2016年4月8日 - 6月24日  | 金曜 1:30 - 2:00（木曜深夜） | KBS京都    | 京都府   |                                   |
|                         |                              | サンテレビ | 兵庫県   |                                   |
| 2016年4月11日 - 6月27日 | 月曜 1:00 - 1:30（日曜深夜） | BSフジ     | 日本全域 | 製作委員会参加                    |

| 配信期間                | 配信時間        | 配信サイト             | 備考                                         |
| ----------------------- | --------------- | ---------------------- | -------------------------------------------- |
| 2016年4月8日 - 6月24日  | 金曜 12:00 更新 | dアニメストア          |                                              |
| 2016年4月10日 - 6月26日 | 日曜 12:00 更新 | フジテレビオンデマンド |                                              |
|                         |                 | ひかりTV               |                                              |
|                         |                 | U-NEXT                 |                                              |
|                         |                 | みるプラス             |                                              |
|                         |                 | アニメ放題             |                                              |
|                         |                 | バンダイチャンネル     | 第1話常設無料、第2話以降1週間無料            |
|                         |                 | ニコニコチャンネル     | 第1話常設無料、第2話以降1週間無料            |
|                         |                 | GYAO!                  | 第1話常設無料、第2話以降1週間無料            |
|                         |                 | YouTube                | 第1話常設無料                                |
|                         |                 | Amazonビデオ           |                                              |
|                         |                 | Hulu                   |                                              |
|                         |                 | ビデオマーケット       |                                              |
|                         |                 | RakutenShowtime        |                                              |
|                         |                 | TSUTAYA TV             |                                              |
|                         |                 | Google Play            |                                              |
|                         | 日曜 24:00 更新 | ビデオパス             |                                              |
|                         |                 | J:COMオンデマンド      |                                              |
|                         |                 | J:COMメガパック        |                                              |
|                         |                 | iTSCOMオンデマンド     |                                              |
|                         |                 | TOKAIオンデマンド      |                                              |
| 2016年4月20日 - 7月6日  | 水曜更新        | PlayStation Store      |                                              |
| 2016年5月4日 - 7月20日  | 水曜 23:30      | ニコニコ生放送         | 2016年4月27日に1-3話分の振り返り 4話以降配信 |

### BD / DVD
| 巻  | 発売日         | 収録話          | 規格品番  | 規格品番  |
| 巻  | 発売日         | 収録話          | BD        | DVD       |
| --- | -------------- | --------------- | --------- | --------- |
| 1   | 2016年6月22日  | 第1話 - 第2話   | OVXN-0023 | OVBA-1041 |
| 2   | 2016年7月27日  | 第3話 - 第4話   | OVXN-0024 | OVBA-1042 |
| 3   | 2016年8月24日  | 第5話 - 第6話   | OVXN-0025 | OVBA-1043 |
| 4   | 2016年9月28日  | 第7話 - 第8話   | OVXN-0026 | OVBA-1044 |
| 5   | 2016年10月26日 | 第9話 - 第10話  | OVXN-0027 | OVBA-1045 |
| 6   | 2016年11月23日 | 第11話 - 第12話 | OVXN-0028 | OVBA-1046 |
| BOX | 2018年2月28日  | 第1話 - 第12話  | OVXN-0040 | -         |

### CD
シングル

キャラクターソング

アルバム

### Webラジオ
『あんハピ♪しあわせラジオ』のタイトルで、2016年4月14日から7月14日まで音泉にて配信された。毎月第2木曜日更新。パーソナリティは花守ゆみり（花小泉杏 役）、白石晴香（雲雀丘瑠璃 役）、安野希世乃（久米川牡丹 役）。

## ゲーム
きららファンタジア
ドリコムによるiOS及びAndroid用のゲームアプリ。
「まんがタイムきらら」シリーズの漫画作品が共演するクロスオーバーゲームで、2018年6月28日開催のイベント「くるみインワンダーランド」にて杏が初登場した。2018年10月25日開催のイベント「ヒバリとりーさんと幸福の花」からは正式参戦として扱われ、他のキャラクター達も登場するようになる。